# Opus Dei, un'indagine
Opus Dei, un'indagine è un saggio dello scrittore e giornalista italiano Vittorio Messori.

## Contenuto
L'autore svolge un'indagine sulla storia dell'istituzione - fondata nel 1928 da san Josemaría Escrivá de Balaguer, sacerdote spagnolo - esaminandone la struttura, la distinzione dei suoi membri in Soprannumerari, Numerari e Aggregati, oltre ai Cooperatori, che collaborano senza far parte dell'organizzazione.
Gli iscritti sono circa 85.000, e l'autore spiega come si entra nell'Opera, quali sono gli impegni assunti dai suoi membri e come si svolge la loro vita quotidiana. Chiarisce inoltre l'aspetto della "discrezione al limite della segretezza" che caratterizza la Prelatura.

## Edizioni
- Vittorio Messori, Opus Dei, un'indagine, Arnoldo Mondadori Editore, 2002,  p. 287, ISBN 978-88-04-51457-2.